# Bettoncourt
Bettoncourt – miejscowość i gmina we Francji, w regionie Grand Est, w departamencie Wogezy.
Według danych na rok 1999 gminę zamieszkiwało 125 osób, a gęstość zaludnienia wynosiła 39,31 osób/km² (wśród 2335 gmin Lotaryngii Bettoncourt plasuje się na 941. miejscu pod względem liczby ludności, natomiast pod względem powierzchni na miejscu 1165.).